# Benjamin Aubert
Benjamin Aubert (* 13. November 1997 in Amiens) ist ein französischer Squashspieler. 

## Karriere
Benjamin Aubert begann seine professionelle Karriere in der Saison 2016 und gewann bislang fünf Titel auf der PSA World Tour. Seine höchste Platzierung in der Weltrangliste erreichte er mit Position 50 im Januar 2021. Mit der französischen Nationalmannschaft wurde er Europameister 2017. In Deutschland ist Aubert beim Sportwerk Hamburg Walddörfer in der 1. Squash-Bundesliga gemeldet.

## Erfolge
- Europameister mit der Mannschaft: 2017
- Gewonnene PSA-Titel: 5